# Biri Nagy-rét
Biri Nagy-rét este o arie protejată (arie specială de conservare — SAC, sit de importanță comunitară — SCI) din Ungaria întinsă pe o suprafață de 276,11 ha, integral pe uscat.

## Localizare
Centrul sitului Biri Nagy-rét este situat la coordonatele 47°50′57″N 21°52′23″E / 47.849167°N 21.873056°E.

## Înființare
Situl Biri Nagy-rét a fost declarat sit de importanță comunitară în august 2010 pentru a proteja 2 specii de plante și 5 specii de animale. Situl a fost protejat și ca arie specială de conservare în octombrie 2012.

## Biodiversitate
Situată în ecoregiunea panonică, aria protejată conține 4 habitate naturale: Pajiști cu Molinia pe soluri calcaroase, turboase sau argilos-nămoloase (Molinion caeruleae), Păduri aluvionare cu Alnus glutinosa și Fraxinus excelsior (Alno-Padion, Alnion incanae, Salicion albae), Mlaștini alcaline, Pajiști aluvionare inundabile, de Cnidion dubii.
La baza desemnării sitului se află mai multe specii protejate:
- plante (2): Angelica palustris, Cirsium brachycephalum
- amfibieni (2): buhai de baltă cu burta roșie (Bombina bombina), triton cu creastă dobrogean (Triturus dobrogicus)
- nevertebrate (2): fluturele purpuriu (Lycaena dispar), Maculinea teleius
- reptile (1): țestoasa de baltă (Emys orbicularis)

Pe lângă speciile protejate, pe teritoriul sitului au mai fost identificate 6 specii de plante.